# Meeuwen-Gruitrode
Meeuwen-Gruitrode est une ancienne commune néerlandophone de Belgique située en Région flamande dans la province de Limbourg. Au 1er janvier 2019, la commune a fusionné avec Opglabbeek pour former Oudsbergen.

## Sections de la commune

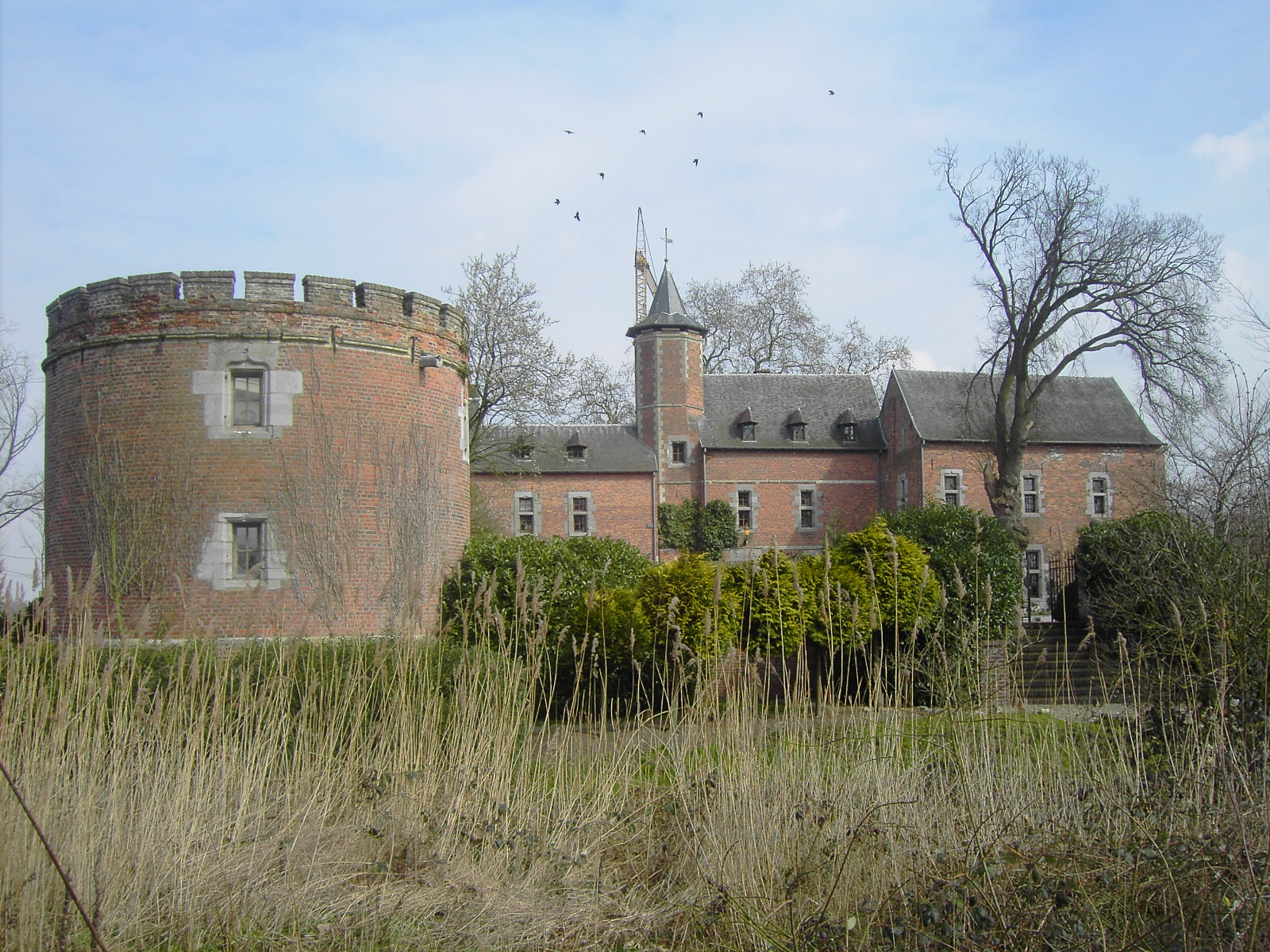
La commanderie de Gruitrode

| # | Section      | Superf. (km²) | Habitants (2020) | Habitants par km² | Code INS |
| - | ------------ | ------------- | ---------------- | ----------------- | -------- |
| 1 | Meeuwen      | 32,54         | 5.721            | 176               | 72040A   |
| 2 | Wijshagen    | 13,13         | 1.642            | 125               | 72040B   |
| 3 | Ellikom      | 5,79          | 1.198            | 207               | 72040C   |
| 4 | Gruitrode    | 36,88         | 3.694            | 100               | 72040D   |
| 5 | Neerglabbeek | 2,97          | 889              | 300               | 72040E   |

## Évolution démographique de la commune fusionnée
Graphe de l'évolution de la population de la commune. Les données ci-après intègrent les anciennes communes dans les données avant la fusion en 1977.
- Source : DGS - Remarque: 1831 jusqu'à 1981=recensement; depuis 1990=nombre d'habitants chaque 1er janvier[2]

## Sport
Meeuwen-Gruitrode possède deux clubs de handball un pour les hommes, le HHV Meeuwen évoluant en Superliga et un autre pour les dames, le DHC Meeuwen qui évolue quant à lui en D1 Belge.

### Clubs
Handball
- DHC Meeuwen (2 fois champion de Belgique, 3 coupe de Belgique), le club fut nommé en 2002, Équipe Sportive du Limbourg.
- HHV Meeuwen

Futsal
- ZVK Meeuwen